# 新加坡车辆号牌

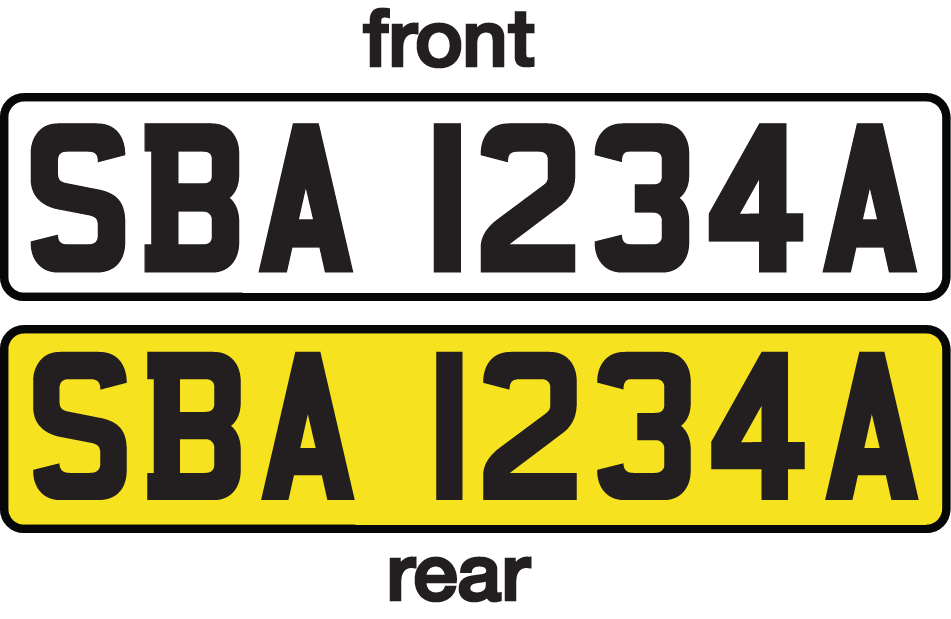
新加坡車牌規範

新加坡车辆注册号牌是由新加坡陆路交通管理局（英語：Land Transport Authority）负责发配与管理。

## 基本规格
一般而言，所有在公路上行驶的交通工具都必须注册汽车牌号，目前陆路交通管理局采用白底黑字（在前）和黄底黑字（在后）的号牌逐步取代旧式的黑底白字号牌。

### 普通车辆
| SBA 1234 A |
|            |
| SBA 1234 A |

白底黑字（前）和黄底黑字（后）的号牌格式
| SBA 1234 A |

黑底白字的号牌格式（前后相同）
以上面为例，各字母或数字代表的是：
- S – 自用车辆（自1984年开始）
- BA – 顺序排列的编码
- 1234 – 顺序排列的数码
- A – 注册地区辨识码（不适用字母“F”，“I”，“N”，“O”，“Q”，“V”和“W”）

### 商用车辆
| GB 1234 A |
| WB 1234 A |
| XB 1234 A |
| YB 1234 A |

- 轻型载货车辆使用G字母作为编码
- 中型载货车辆使用W字母作为编码
- 重型载货车辆使用X字母作为编码
- Y字母适用于所有载货车辆

| XB 1234 A |

- 裝载有危险化学物质的车辆使用橘底黑字的号牌

## 类型
在1900年代，新加坡还是海峡殖民地的时候，汽车牌号采用S字母的编码，SA至SY的大部份编码预留给自用车辆；除了当中的SH和SZ预留给计程车和巴士；SD预留给市政府；SG预留给载货车辆；SJ预留给电单车。直到从马来西亚联邦独立以后，车辆牌号的尾部加上了一个辨识码（例：将SS 1234改为SBA 1234 A）。
当1972年1月汽车牌号排序到SY以后，自用车辆开始采用E字母的编码； 电单车采用A字母的编码；载重量3吨以下的货车采用Y字母的编码。E系列的编码由EA开始，直至1984年的EZ为止，S系列的编码再次的被采用，不同的是这次使用的是3位的编码，并从SBA开始编码。

### 主要车组采用的编码
- A系列：电单车（使用直到1980年）
- CB系列：厂巴或校巴
- F系列：电单车
- FB系列：电单车（在2005年12月FZ编码结束以后）
- G系列：第三组载货车辆（轻型载货车辆）
- P系列：自聘巴士
- Q系列：公司注册车辆（除了QX和QY）
- SH系列：计程车
- W系列：第四组载货车辆（中型载货车辆）
- X系列：第五组载货车辆（重型载货车辆）
- Y系列：载货车辆

### 特殊单位车辆采用的编码
- S/CC：领事
- S/CD：外交官
- S/TE：外交工作人员车辆
- CSS：城市循环运行巴士（英语：City Shuttle Service）
- MID：新加坡武装部队
- QX：执法单位（例如：新加坡警察部队、新加坡民防部队、移民与关卡局等）
- QY：行政单位或司法单位
- RD：研发车辆；如复合动力车辆、燃料电池车辆等
- ROV：车辆登记局（陆路交通管理局前身）；如今已不再使用
- LTA：陆路交通管理局（前身为车辆登记局）
- PU：乌敏岛使用；限制在乌敏岛上的车辆
- RU：有限制用车辆；被限制只在特定地方使用的车辆，如樟宜机场的后推作业车或川行于圣淘沙岛上的巴士
- SAFPU：新加坡武装部队宪兵司令部
- SBS：新捷运巴士（2016年5月27日前首次登記，部分已轉讓至Tower Transit及Go-Ahead）
- SG：新加坡公共巴士（如屬新捷运及SMRT巴士，則於2016年5月28日起首次登記）
- SMB：SMRT巴士（2004年5月10日至2016年5月27日首次登記，部分已轉讓至新捷运及Tower Transit）
- SEP：总统专用；SEP 1为总统专用牌号
- SP：国会议长专用；SP 1为国会议长专用牌号
- SJ：新加坡高等法院法官专用；SJ 1为首席大法官专用牌号，并以此类推
- S1和S3：国宾礼车；作为外国领袖到访时的礼车
- SPF：警察总长专用；SPF 1为警察总长专用牌号
- TIB：八達巴士（2004年5月10日前首次登記，現SMRT巴士）
- TP：交通警察
- SZ或SZA：出租车辆，如今已不再使用

### 特殊事件中使用的编码
- WTO：1996年12月间，世界贸易组织在新加坡举行第一次部长级会议使用
- IOC：2005年7月间，国际奥委会在新加坡举行第117次国际奥委会会议使用
- NDP：2005年，新加坡国庆中的游行车辆使用
- SAA：亚洲航空展（英语：Asian Aerospace）中使用

## 特别措施
有时候为了避免引起混淆，交通管理局会避免在第二个编码使用元音字母：
- 为了避免与沙巴西海岸地区的牌号冲突，跳过SA系列使用SB系列；
- 当编码使用到SDZ系列的时候，为了避免产生一些会引起视听混淆的词语（如SEA、SEX 等），跳过了E字母。

## 个人化牌号
新加坡实行的自定牌号政策虽不像美国或澳大利亚那样的多元化，但陆路交通局允许车主为自己心目中幸运数字进行投标，至于还在研究中的自定号牌可能采用12个字符的编码。

## 颜色

### 自用车辆

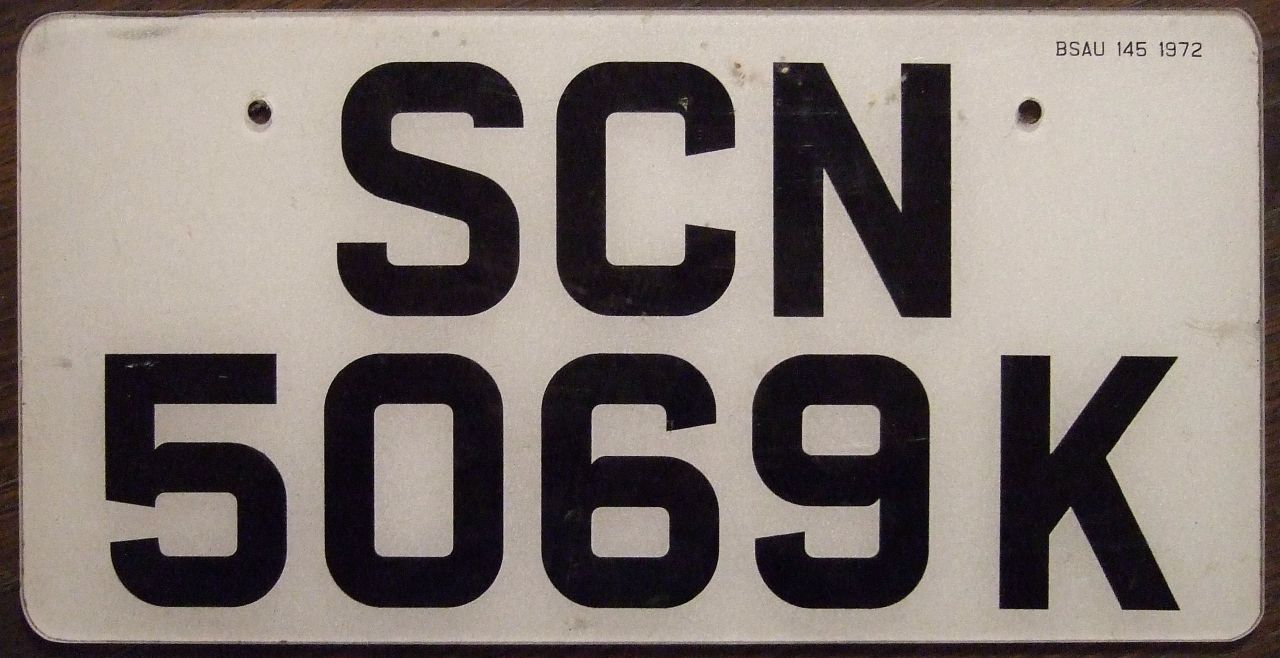

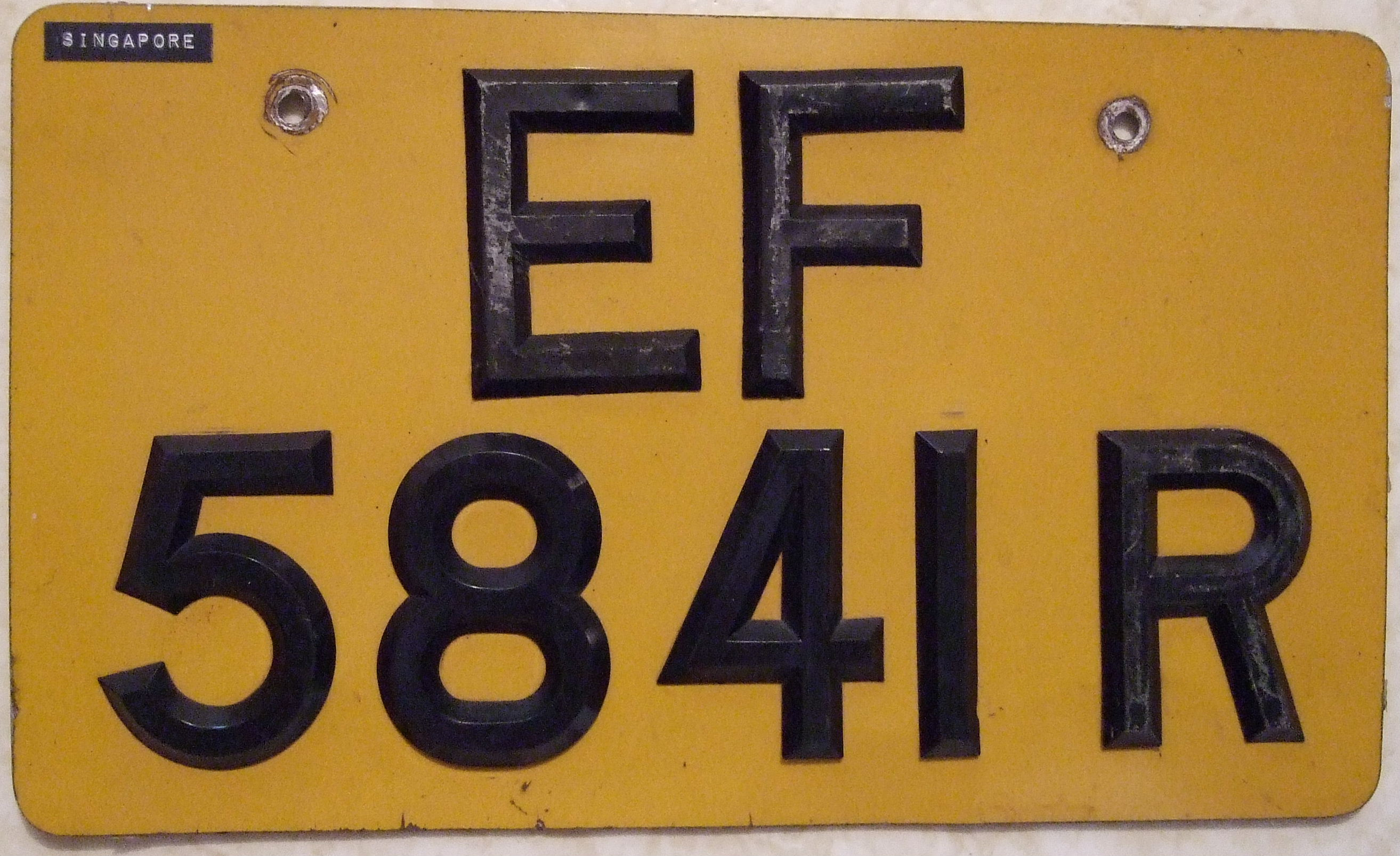

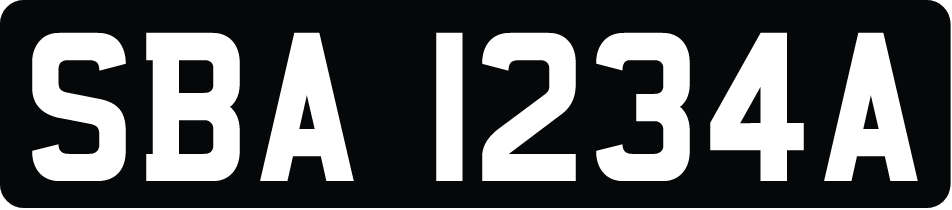

一般的自用汽车采用白底黑字的号牌（在前）和黄底黑字的号牌（在后）；或者黑底白字的号牌（前后相同）。

### 非高峰时间用车辆

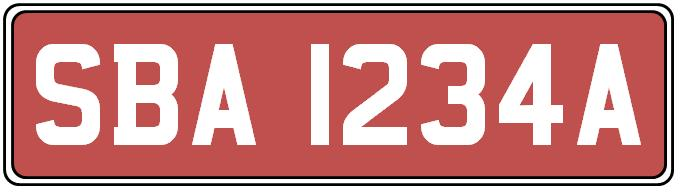

非高峰时间用车辆（英語：Off-peak Vehicles，俗称周末车或紅牌車）：新加坡非高峰時段的汽車分為三種：週末汽車 (WEC)、非高峰時段汽車 (OPC)和 修訂的非高峰時段汽車 (ROPC)。
汽車目前只能根據修訂後的非高峰汽車計劃進行註冊，另外兩個是較舊的非高峰用車計劃。不同的方案有不同的使用時間，兩個舊計劃下的現有汽車將保留在各自的計劃內，除非它們轉換為修訂後的新計劃。舊的非高峰時段汽車計畫是指被限制在星期一至星期五的非高峰时间（7pm – 7am）、星期六（包括新加坡5個公共假日前夕）3pm以后和星期日（包括公共假期）全天候行驶的汽车；新計畫只在高峰时间（7am – 7pm）不能行駛（週末、5個公共假日前夕和公共假日除外）。
非高峰时间用车采用红底白字的号牌，这类汽车在税务上拥有SGD 800的折扣优惠，同时在抵消拥车证（COE）的时候有SGD 17,000的回扣。
非高峰时间用车辆只要购入SGD 20的固本，就被应许在高峰时间使用公路；一张固本的使用限期是5天，一旦超过限期就必须另购固本或接受罚款。
虽然把车子注册为非高峰时间用车辆能够拥有更大的优惠，但基于使用上限制，多数的人都不愿意这么做。

### 其他
有限制用车辆（英語：Restricted Use vehicles）：使用红绿双色白字的号牌，号牌上的两种颜色使用对角线分隔，并且规定采用RU的编码。

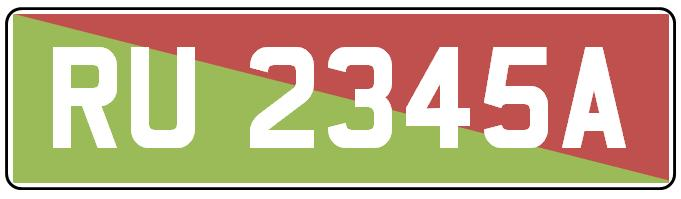
有限制用车辆車牌

古董车辆（英語：Vintage and Classic Vehicles）：使用红黄双色白字的号牌，号牌上的两种颜色分上下分隔，同时必须拥有指定检查中心的盖章。
危险物品装载车辆（英語：Hazardous Cargo）：使用橘底黑字号牌。这类车辆允许运载燃料、瓦斯和化学物品等；除非在事先知会消防部门，否则不允许进入隧道和市区。

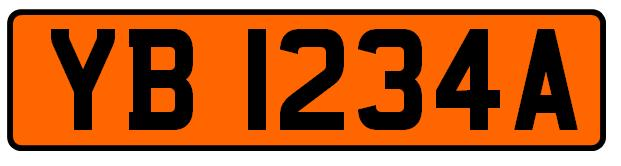
危险物品装载车辆車牌

研究与开发车辆（英語：Research and Development vehicles）：使用黄蓝双色白字的号牌，号牌上的两种颜色使用对角线分隔，并且规定采用RD的编码。
车辆经销商（英語：Motor Dealers and Traders）：采用蓝底白字的号牌供作试车时使用。